# Anouska Helena Koster
Anouska Helena Koster, más conocida simplemente como Anouska Koster, (Leeuwarden, 20 de agosto de 1993) es una ciclista profesional neerlandesa que debutó como profesional en 2012.
A pesar de no destacar especialmente más allá de alguna victoria aislada y buenos puestos en carreras amateurs, en 2014 fue fichada por el Rabo Liv, uno de los mejores equipos ciclistas femeninos, donde consiguió su primera victoria como profesional: el Gran Premio Gippingem Femenino.

## Palmarés
2015
- Gran Premio Gippingem Femenino

2016
- Campeonato de los Países Bajos en Ruta
- 1 etapa del Ladies Tour of Norway

2017
- 1 etapa de la Gracia-Orlová
- 2.ª en el Campeonato de los Países Bajos en Ruta
- Lotto Belgium Tour, más 1 etapa

2019
- 1 etapa del Tour Cycliste Féminin International de l'Ardèche
- 3.ª en el Campeonato de los Países Bajos en Ruta

2022
- 3.ª en el Campeonato de los Países Bajos Contrarreloj

2024
- Kreiz Breizh Elites

## Resultados en Grandes Vueltas y Campeonatos del Mundo
Durante su carrera deportiva ha conseguido los siguientes puestos en las Grandes Vueltas femeninas y en los Campeonatos del Mundo en carretera:
| Carrera         | Carrera         | 2012 | 2013 | 2014 | 2015 | 2016 | 2017 | 2018 | 2019 | 2020 | 2021 | 2022 | 2023 | 2024 |
| --------------- | --------------- | ---- | ---- | ---- | ---- | ---- | ---- | ---- | ---- | ---- | ---- | ---- | ---- | ---- |
|                 | Giro de Italia  | —    | 93.ª | —    | 30.ª | —    | 38.ª | 65.ª | 61.ª | —    | 39.ª | 16.ª | 22.ª | 44.ª |
|                 | Tour de l'Aude  | X    | X    | X    | X    | X    | X    | X    | X    | X    | X    | X    | X    | X    |
|                 | Tour de Francia | X    | X    | X    | X    | X    | X    | X    | X    | X    | X    | —    | 40.ª | 75.ª |
| Mundial en Ruta | Mundial en Ruta | —    | —    | —    | —    | —    | —    | —    | —    | —    | —    | —    | —    | —    |

—: no participa

Ab.: abandono

X: ediciones no celebradas

## Equipos
- Dolmans-Boels (2012)
- Futurumshop.nl (2013 y 2014)[6]
  - Team Futurumshop.nl (2013)[7]
  - Futurumshop.nl-Zannata (2014)[8]
- Rabo Liv Women Cycling Team (2015-2016)
- WM3 Pro Cycling Team (2017-2018)
  - WM3 Energie (2017)
  - WaowDeals Pro Cycling (2018)
- Team Virtu Cycling Women (2019)
- Parkhotel Valkenburg[9] (2020)
- Jumbo-Visma (2021-2022)
- Uno-X (2023-)
  - Uno-X Pro Cycling Team (2023)
  - Uno-X Mobility (2024-)